# Heraclia euphemia
Heraclia euphemia là một loài bướm đêm trong họ Noctuidae.